# Хосров V
Хосров V (Фаррухзад-Хосров) — царь царей (шахиншах) Ирана, правил в 632 году.
Внук или уцелевший по малолетству во время резни Кавада II Шируйе сын Хосрова II Парвиза. Привезён из Нисибина и коронован знатью. По некоторым сведениям страдал слабоумием. Убит после полугодового правления. Фирдоуси пишет, что царя отравил раб, которого Фаррухзад наказал за страсть к рабыне.
Однако нумизматические данные противоречат в данном случае свидетельству историков. Монеты бородатого Хосрова V (отличаются по типу от ранних выпусков Хосрова II, а по портрету — от монет Хосрова III) датируются 2, 4, 5, 6 и 7-м годами правления, то есть чеканка продолжалась примерно до 639 года. Отмечено, что дворы, выпускавшие монеты Хосрова V, не имеют синхронных выпусков драхм Йездигерда III. По идее, это указывает на непризнание Йездигерда III шахом в западной и центральной частях Ирана непосредственно перед арабским завоеванием.
Однако с монетами не всё так просто. Если судить по внешнему виду, нормальными являются только драхмы второго года правления. Среди всех остальных драхм более поздних выпусков (4, 5, 6 и 7-й годы) нет монет, где штемпель оборотной стороны был бы вырезан специально — все они представляют собой штемпеля ранних выпусков Хосрова II, что видно по специфическим головным уборам фигур, стоящих у аташдана (на монетах до 11-го года правления кулахи, как и на монетах Ормизда IV — в виде высокой шапки, с полями опущенными вниз: позднее — поля кулахов подняты вверх, а на тулье — украшение в форме полумесяца рогами вверх). Можно предположить, что такие драхмы — результат чеканки монет в смутное время первыми попавшимися парами штемпелей.
Около 632 года прекратилась фактическая марзбанская власть в Армении — во всяком случае с тех пор ничего не известно о персидском гарнизоне в Двине. Феодор Рштуни, которого источники называют марзбаном и спарапетом Персармении, скорее всего, в те годы не подчинялся Ирану.